# Lokomotiva 534.0
Lokomotivy řady 534.0 byly pětispřežní dvojčité nákladní parní lokomotivy s vlečným tendrem ČSD. Jednalo se o první samostatnou konstrukci firmy Škoda.

## Vznik a vývoj
Již za první světové války se Škodovy závody v Plzni zabývaly vedle zbrojní výroby i opravami lokomotiv. V této činnosti pokračovaly i po válce a celkem takto opravily asi 600 lokomotiv. V roce 1919 bylo založeno lokomotivní oddělení a o rok později továrna vyrobila prvních 20 lokomotiv řady 270. Následovalo ještě 10 strojů řady řady 170 a deset řady 629, na něž navázala v roce 1922 dodávka dvaceti vylepšených strojů dodaných již s Kryšpínovým označením 354.1. Poté se Škodovy závody dohodly s ČSD na dodávkách nových lokomotiv řady 534.0 vlastní konstrukce.
První sérii čísel 01–30 dodala v roce 1923 Škoda, v tomtéž roce dodala stroje 31–42 firma Breitfeld a Daněk. V roce 1924 vyrobila Škoda lokomotivy 43–52 a v letech 1924–25 stroje 53–67 opět firma Breitfeld a Daněk. Lokomotivy byly sice úspornější a výkonnější, než zastaralé 636.0, ale i tak u nich byla spotřeba paliva vysoká a topení vyžadovalo velkou fyzickou zdatnost. Tím si také vysloužily přezdívku kremák.
Na lokomotivách zkoušely ČSD i různé způsoby napájení kotle s cílem dosažení úspor paliva i vody. Na 534.050 to bylo pístové napájecí čerpadlo Knorr, na 534.051 výfukový injektor Metcalfe a na 534.052 pístové čerpadlo Worthington se směšovacím ohřívačem na výfukovou páru. Na základě srovnání se ČSD rozhodly pro výfukové injektory, avšak od firmy Friedmann – nejdříve AF (Alex Friedmann), později novější LF (Luis Friedmann). Použití těchto injektorů přineslo až 10% úsporu paliva.
Další sérii lokomotiv 534.068–77 dodala v r. 1926 lokomotivka ve Slaném. Lokomotivy měly odlišný kotel, litinový komín, dvoustupňový kompresor, tlakovou brzdu, jednopravítkové křižáky a injektory LF. Lokomotivy 534.078–93 z let 1930–31 měly prostornější budku a dva písečníky s parním dómem pod společnou kapotou.
Zásadní změnu přinesla série lokomotiv 534.094–108 vyrobená ČKD v roce 1937. Kotel měl shodné vnější rozměry, ale jiné vnitřní uspořádání s velkotrubnatým přehřívačem. Zejména byl posazen výše – jeho osa byla 2 900 mm nad TK. Na kotli byl vpředu nízký parní dóm uvnitř s ventilovým regulátorem. Pojezd byl shodný s předchozími sériemi a součásti byly záměnné. V tomto provedení byly i stroje 109–123 vyrobené v roce 1937 v Plzni a 124–128 dodané o rok později ČKD. Stroje 122 a 123 měly na zkoušku pneumatický servomotor rozvodu, ocelové, elektricky svařované topeniště a pneumaticky ovládaná dvoudílná pecní dvířka. V topeništi byly navíc tři klenbové trubky o průměru 76/70 mm.

## Druhá světová válka
V roce 1938 při obsazení pohraničí musely ČSD odevzdat 16 těchto lokomotiv DR. Ty je přeznačily na ř. 58.22. V roce 1944 je prodaly zpět ČMD.
Během druhé světové války byly na trati Brno – Česká Třebová provedeny v letech 1940–1941 porovnávací zkoušky lokomotiv 534.0122 a 123 a 50.173 DR. Ze zkoušek vyšla lépe německá lokomotiva, pouze namáhání výhřevné plochy bylo u českých lokomotiv vyšší.
Přestože lokomotivky v okupovaných zemích byly podřízené válečné výrobě a produkce se omezovala především na válečnou řadu 52, podařilo se ČMD i SŽ prosadit výrobu dalších lokomotiv řady 534.0. Lokomotivy 534.0129–138 ČMD a 534.0124–134 SŽ dodané v roce 1942 firmou Škoda měly kotle shodných parametrů s 534.0122 a 123, na kotli přibyl vpředu napájecí dóm „Voříšek – Štěpán“ a dóm s regulátorem se přemístil za písečník. Lokomotivy měly výše položený ochoz a usměrňovací plechy. U lokomotiv 137 a 138 byly použity speciálně zavařené kloubové rozpěrky Škoda, které se pak uplatnily i u ř. 52. Obě jmenované lokomotivy převzaly DR a k ČSD se vrátily až koncem 50. let.
Lokomotivy 534.0129–133 měly na levé straně místo injektoru napájecí čerpadlo Heinl se směšovacím ohřívačem. Po válce ČSD čerpadla nahradily injektory. Lokomotivy 534.0124–134 SŽ byly přeznačeny na 534.0139–149.
Poslední z těchto lokomotiv dojezdila v roce 1973.

## Po válce
Po válce bylo nutné urychleně doplnit zdecimovaný lokomotivní park. ČKD i Škoda byly zničeny bombardováním, takže na konstrukci nové lokomotivy nebyl čas ani prostor. Lokomotivy 534.0 byly tehdejšími československými odborníky hodnoceny velmi kladně, proto bylo rozhodnuto navázat na výrobu těchto osvědčených strojů.
Poválečné lokomotivy dostaly pojezd odvozený z válečné série řady 524.13 a nově zkonstruovaný kotel. Pro odlišení dostaly inventární čísla od 301 a výše. Jako první byla předvedena 22. prosince 1945 lokomotiva 534.0301. Na šoupátkových komorách má tabulky s nápisem: První lokomotiva vyrobená v osvobozené republice. Dodaná znárodněnými Škodovými závody dne 22. prosince 1945. Číslo 1626. ČSD lokomotivu převzaly 26. 1. 1946.
Kotel lokomotivy měl osu ve výšce 3 100 mm nad TK, měl ocelové topeniště, tři klenbové trubky a parní dómy a písečník uspořádaný jako na 534.0129–149. Lokomotivní rám byl trámcový z válcovaných plechů tloušťky 80 mm. Heusingerův rozvod byl poháněn servomotorem.
Lokomotiv bylo dodáno v letech 1946–47 celkem 228 kusů. Škodovy závody dodaly lokomotivy inventárních čísel 301–340 (1946), 381–420 a 439–478 (1947). ČKD dodala stroje 341–353 (1946), 354–380, 421–438 a 479–528 (1947). Do č. 322 byly dodávány s tendry ř. 818.0, další již s tendry ř. 935.1.
Ačkoliv se jednalo spíše o přechodný typ lokomotivy, velmi se osvědčily. Poté, co začaly být z hlavních tratí vytlačovány řadou 556.0, uplatňovaly se dobře na vedlejších tratích, což bylo umožněno jejich nízkými nápravovými tlaky. Lokomotivy dostávaly ploché dyšny Giesl, což se projevilo na hospodárnosti provozu. Ke konci provozu byl na žádost Národního technického muzea dosazen na lokomotivu 534.0301 litinový komín s původní dyšnou ze stroje 534.0335. V této úpravě lokomotiva v Klatovech dojezdila a jako provozuschopná byla roku 1982 předána Národnímu technickému muzeu.

## Popis

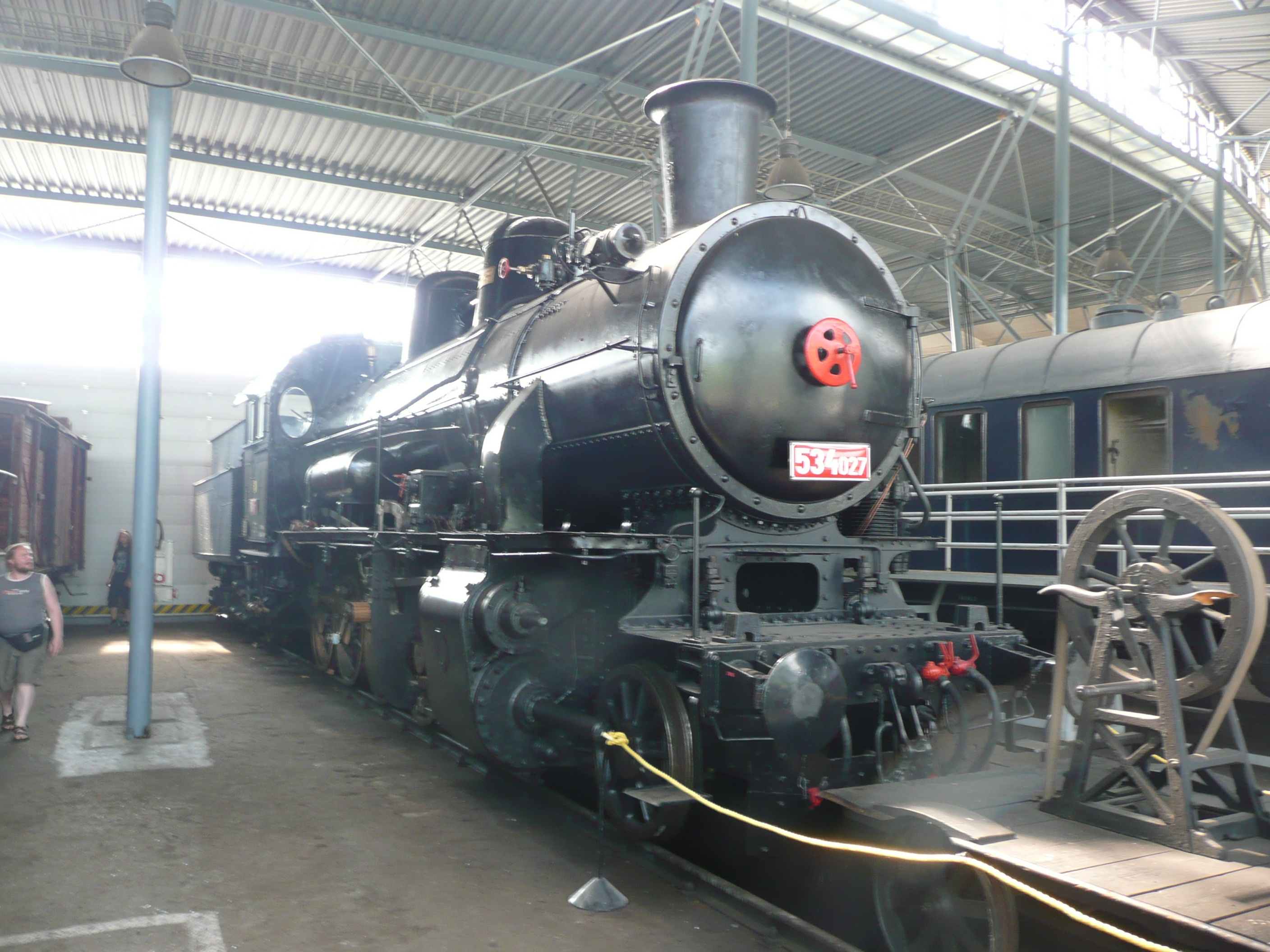
534.027 v depozitáři NTM v Chomutově

Parní lokomotivy řady 534.0 byly dvojčité na přehřátou páru. Uspořádání pojezdu měly 1´E, vpředu se nacházel Adamsův běhoun bez vratného zařízení a oboustranným výkyvem 26 mm. Druhé spřažené dvojkolí mělo příčný posuv ±22 mm, hnací dvojkolí mělo ztenčené okolky o 10 mm a poslední spřažené dvojkolí mělo příčný posuv ±26 mm. Rám lokomotivy byl plechový. Křižáky byly dvoupravítkové. Osa kotle se nacházela ve výšce 2750 mm nad temenem kolejnice. Tlak v kotli byl 14 barů, přehřívač byl velkotrubnatý, topeniště bylo měděné a komín baňatý. Na kotli se nacházely dva parojemy propojené trubkou. Ve střeše budky byla větrací klapka.
Od čísla 68 byl použit malotrubnatý přehřívač a jednopravítkové křižáky. Lokomotivy měly litinové komíny a postranní větrací klapky ve střeše budky. Od čísla 78 měly lokomotivy prostornější budku a jeden parní dóm se dvěma písečníky pod společnou kapotou.
Od čísla 94 se koncepce lokomotivy změnila. Kotel měl osu 2 900 mm nad TK, na něm se nacházel nízký dóm s ventilovým regulátorem a za ním podobně vypadající písečník s pneumatickým ovládáním. Přehřívač byl opět velkotrubnatý a komín nízký. K lokomotivám koupily ČSD nové tendry řady 818.0 ve svařovaném provedení, lokomotivy 534.0114–123 dostaly první z této nové série tendrů již z výroby (818.0137–146).
Lokomotivy 534.0122 a 123 měly pneumatický servomotor rozvodu a ocelové topeniště se třemi varnými trubkami. Shodné kotle měly i lokomotivy z válečných dodávek, u kterých navíc došlo k přemístění dómu s regulátorem za písečník a dosazení napájecího dómu před písečník.
Lokomotivy 534.03 měly trámcový rám z plechů tloušťky 80 mm. Osa kotle byla opět posunuta výše na kótu 3 100 mm nad TK, zároveň byl zvýšen i ochoz. Průměr běhounu byl zmenšen. Lokomotivy měly velkotrubnaté přehřívače. Uspořádání parních dómů a písečníku odpovídalo válečným lokomotivám 534.0129–149. Parní stroj měl šoupátka Trofimov. I na této sérii byly některé vzájemné odlišnosti:
- 331–340 neměly přední vedení pístů
- 336–340 měly celistvou podlahu budky
- 449–528 měly vzduchovou píšťalu a tři klapky v popelníku
- 301–458 měly válečková ložiska běhounu, další stroje již měly kluzná

Lokomotivy 534.0 měly indikovaný výkon až 1400 koní. Na rovině utáhly zátěž 1400 t rychlostí 58 km/h a na stoupání 15 ‰ 600t rychlostí 25 km/h. Lokomotivy série 534.03 dosahovaly výkon 1800 koní.

## Rekonstrukce
Na předválečných lokomotivách byly již před válkou prováděny některé rekonstrukce – dosazení tlakové brzdy Božič, nového ocelolitinového rámu dýmnice místo plechového, nového typu napaječe, jiskrojemu a komína. Po válce byl na lokomotivy doplňován střední reflektor a měděná topeniště nahrazována ocelovými.
U poválečných lokomotiv bylo největší změnou dosazení dyšny Giesl.

## Zachované stroje
- 534.027 – NTM, depozitář Chomutov
- 534.0301 – ČD, depo historických vozidel Lužná
- 534.0323 – ČD, depo historických vozidel Lužná
- 534.0432 – provozní, ČD, t.č. DKV Olomouc
- 534.0471 – MDC Bratislava
- 534.0456 – vrak Lužná
- 534.0463 – vrak Lužná